# Апарисио, Хосе
Хосе Апарисио (исп. José Aparicio e Inglada; 14 декабря 1770, Аликанте — 10 мая 1838, Мадрид) — испанский живописец, придворный художник короля Фердинанда VII.

## Биография
Родился в 1773 году в Аликанте. Учится живописи начинал в Валенсии, в Королевской академии изящных искусств Сан-Карлос. В 1793 году получил ежегодную первую премию Fкадемии в номинации «живопись». В дальнейшем продолжил своё обучение в Королевской академии изящных искусств Сан-Фернандо в Мадриде.
В 1796 году представил к испанскому двору аллегорическую картину, прославлявшую фаворита Мануэля Годоя («Годой добивается для короля Карла IV Базельского мирного договора»), на которой мир был изображён в виде красивой женщины, которую фаворит подводит к королю. За эту картину, художник  получил от испанского двора грант на продолжение обучения в Париже и в Риме. Сначала от отправился в Париж, где стал первым испанским учеником Жака-Луи Давида. 
В 1807 году, вероятно, прожив в Париже около 10 лет, художник отправился в Рим. Он крайне негативно воспринял известие о французском вторжении в Испанию, отказался присягать новому королю Хосе (брату Наполеона, Жозефу Бонапарту), после чего был арестован в Риме и провёл там под надзором несколько лет.
Только поражение Наполеона и возвращение на испанский престол наследника Карла IV  — Фердинанда VII, позволили Апарисио вернутся в Испанию (1815). 
По возвращении, художник был осыпан милостями нового короля и получил звание придворного художника. Он поселился в Мадриде и приступил к работе над картиной «Славу Испании», которая заняла у него два года. За ней последовал целый ряд патриотических картин, включаю картину «Высадка короля Фердинанда VII в порту Санта-Мария», за которую он был удостоен звания «почётного академика» Академии Сан-Карлос в 1829 году. Помимо исторических картин, писал портреты; занимался преподаванием.
Позже Апарисио стал директором академии Сан-Карлос, но пробыл в должности не слишком долгое время. После смерти Фердинанда в 1833 году, художник впал в немилость нового либерального правительства, так как считался консерватором и ретроградом. Он был уволен со всех постов в отставку с незначительной пенсией. 
Скончался в 1838 году в Мадриде в бедности в возрасте 64 лет.

## Галерея
- Годой добивается для короля Карла IV Базельского мира.
- Высадка короля Фердинанда VII в порту Санта-Мария.
- Голод в Мадриде (голодающие испанские патриоты отвергают помощь  французов, среди которых выделяется адъютант короля Хосе).
- Сократ с учеником.
- Мария-Луиза Испанская, королева Этрурии, с детьми.
- Поединок гладиаторов.
- Гофолия и Иоас.